# Timote Moleni
Timote Moleni (* 5. Oktober 1969) ist ein ehemaliger tongaischer Fußballspieler und heutiger Trainer.

## Karriere
Moleni stammt aus dem Inselstaat Tonga und ist seit dem 1. Juli 2013 Nationaltrainer der Nationalmannschaft von Tonga. In der Saison 2011/2012 betreute er die U23-Nationalmannschaft von Tonga, in der anschließenden Saison 2012/2013 übernahm er dann die tongaische U17-Nationalmannschaft. Neben seiner Tätigkeit als Nationaltrainer von Tonga war er außerdem vom 1. Juli 2016 bis zum 30. Juni 2019 als Trainer des tongaischen Vereins Veitongo FC tätig. Der Verein spielt in der höchsten Spielklasse von Tonga, der Tonga Major League. Sie nahmen dreimal an der Qualifikationsphase zur OFC Champions League teil. Dabei konnten sie jedoch nie die Hauptrunde erreichen. Unter Moleni gewann der Club in den Jahren 2017 und 2019 die nationale Meisterschaft. Seit dem 1. Juli 2022 arbeitet er erneut als Vereinstrainer von Veitongo FC. In der Saison 2022/2023 gewann der Verein erneut die Meisterschaft in der Tonga Major League.
Als Nationaltrainer der ersten Mannschaft von Tonga verzeichnet Timote Moleni einen Punkteschnitt von 0,44 Punkten pro Spiel. Diesen Wert erreichte er in insgesamt 34 Spielen, die er als Nationaltrainer von Tonga zu verantworten hatte (Stand: 1/2022). Von diesen 34 Spielen konnte Tonga 4 Siege, 3 Unentschieden und 27 Niederlagen verzeichnen. Den letzten Sieg feierte die Nationalmannschaft von Tonga am 27. November 2011 mit einem 2:1-Heimsieg gegen die Cook Inseln. Ein angesetztes Länderspiel gegen die Nationalmannschaft der Cook Inseln am 13. März 2022 wurde vor Abpfiff abgesagt. Damit absolvierte Tonga ihr bisher letztes Heimspiel am 17. Juli 2019, das mit einer 8:0-Niederlage gegen Papua-Neuguinea endete.